# Wehrmachtsbordell

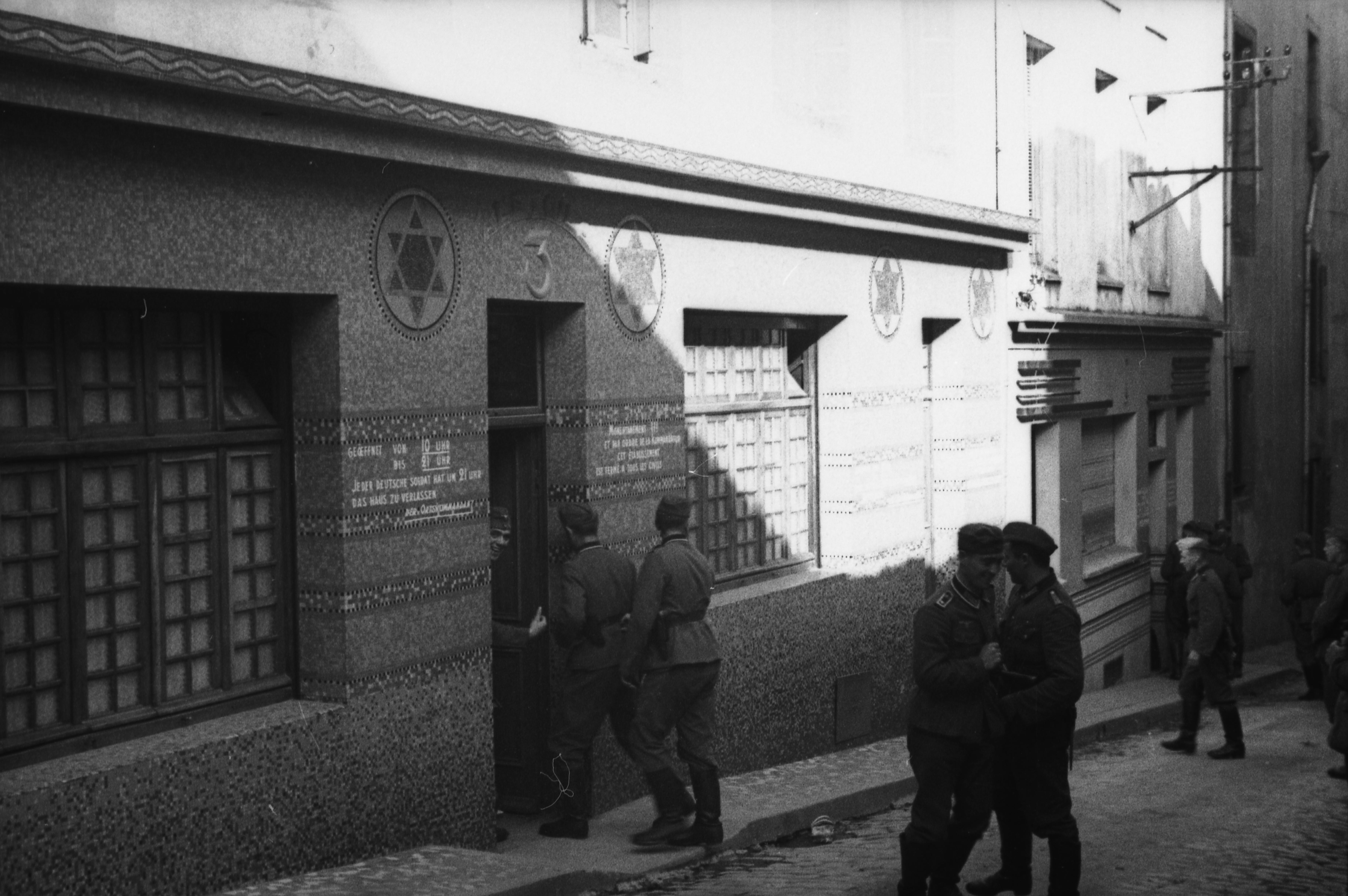
Wehrmachtsbordell in Brest, Frankreich, 1940 – gemäß Wehrmachtspropaganda in einer ehemaligen Synagoge, wahrscheinlich jedoch in einer ehemaligen Mikwe

Wehrmachtsbordelle und SS-Offiziersbordelle, in denen Wehrmachtssoldaten und SS-Angehörige sich sexuell befriedigen lassen konnten, wurden durch die Wehrmachtsführung während des Zweiten Weltkrieges in den besetzten Gebieten eingerichtet.
Im Verlauf dieses Krieges wurden in besetzten Ländern ca. 500 solcher Bordelle eingerichtet. Im deutsch besetzten Dänemark gab es keine Wehrmachtsbordelle.

## Sicht der Wehrmacht und NS-Führung
Am 9. September 1939 gab der Reichsinnenminister Wilhelm Frick einen Erlass heraus, der die polizeiliche Behandlung der Prostitution im „Operationsgebiet“ der deutschen Wehrmacht neu regeln sollte. Durch Untersagung und Verfolgung wilder Prostitution sollten gesundheitliche Schädigungen der Wehrmachtsangehörigen verhindert werden. Die Prostitution durfte „nur in besonderen Häusern“ unter Aufsicht des deutschen Sanitätswesens unterhalten werden. Ein grundsätzliches Verbot der geschlechtlichen Betätigung hielt man für „inopportun, weil dadurch die Zahl der Notzuchtverbrechen und die Gefahren von Verstößen gegen den § 175 RStGB steigen würde.“
In einem Befehl des Oberbefehlshabers des Heeres, Walther von Brauchitsch, ist festgehalten: „Der Geschlechtsverkehr mit gesundheitlich nicht kontrolliertem weiblichen Personal muss unterbunden werden, soweit das möglich ist“. Gleichzeitig forderte er von den deutschen Soldaten, „auf geschlechtlichem Gebiet Selbstzucht“ zu üben. „Vor allem für die verheirateten Soldaten ist dieses Gebot eine Selbstverständlichkeit.“
Arbeitsbedingungen, Verdienst sowie die polizeiliche und medizinische Kontrolle der Bordellangestellten wurden mit Hilfe eines umfassenden Auflagenkatalogs bis ins Einzelne geregelt.

## Prostitution im besetzten Frankreich

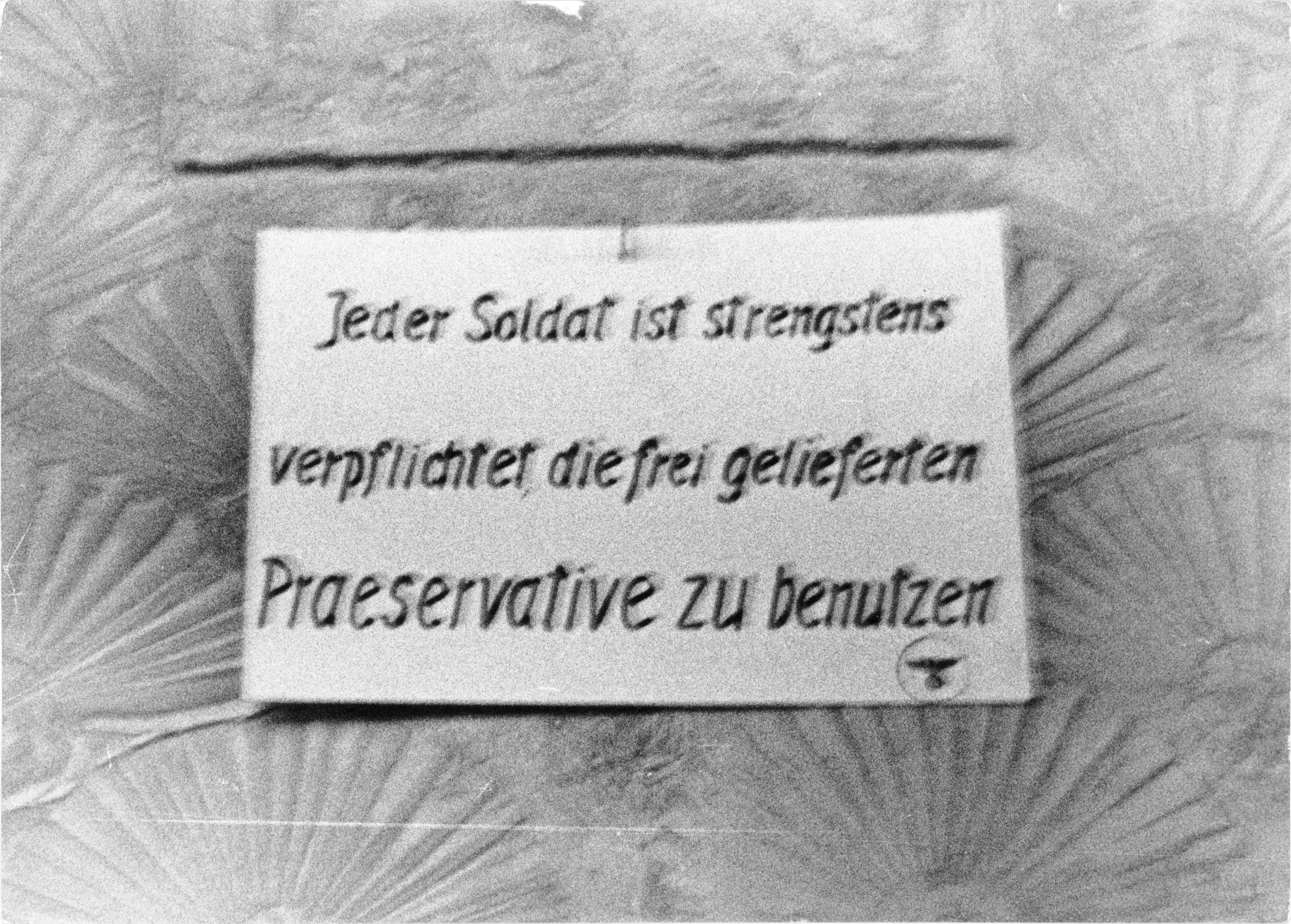
Schild in einem Wehrmachtbordell in Brest (Frankreich)

Nach dem Westfeldzug der Wehrmacht, der mit der Niederlage Frankreichs endete, waren 1,5 Millionen Franzosen als Kriegsgefangene oder Zwangsarbeiter in Deutschland. In Frankreich verbliebene Frauen und Familien mussten sich oft „alleine durchschlagen“.
Affären mit deutschen Soldaten oder Gelegenheitsprostitution wurden für viele Frauen eine Überlebensfrage. Nach der Besetzung Frankreichs stellte sich heraus, dass sich unter den Soldaten in erheblichem Umfang Geschlechtskrankheiten ausbreiteten.

Der Heeresarzt und der Generalquartiermeister im Heeresoberkommando gaben in der zweiten Julihälfte 1940 zwei einander ergänzende Erlasse heraus, die die Errichtung von Bordellen für die Soldaten und die Verfolgung wilder Prostitution für das besetzte Frankreich in die Wege leiteten. Am 29. Juli 1940 wurde angeordnet, dass Wehrmachtbordelle einzurichten seien, die unter Kontrolle der Wehrmachtssanitätsinspektion standen. Dazu wurden unter den in großer Anzahl in Frankreich vorhandenen Bordellen solche ausgesucht und beschlagnahmt, die deutschen hygienischen Ansprüchen genügten. Die Umsetzung der Direktiven ist in einem Lagebericht des Leitenden Sanitätsoffiziers beim Bezirkschef B vom 23. September 1940 dokumentiert: 

„Bordelle für Soldaten sind in fast allen größeren Orten eingerichtet und werden laufend überwacht; außerdem sind in Biarritz, Bordeaux, La Rochelle, Nantes, Angers, Vannes, La Baule und Lorient ‚Absteigehotels‘ eingerichtet. Razzien bezüglich der freien Prostitution wurden auf Veranlassung der Kommandanturärzte in fast allen größeren Orten durch die französische Sittenpolizei, die anscheinend gut arbeitet, durchgeführt. Es wurden dabei eine Anzahl wilder Prostituierter als geschlechtskrank erfasst und der Behandlung zugeführt.“

Infizierten unkontrollierte Prostituierte wiederholt Soldaten der Wehrmacht, wurden sie in Konzentrationslager verschleppt. Die Durchführung der angeordneten Verfolgung von freien Prostituierten war zu einem wesentlichen Teil der französischen Polizei übertragen. So befahl der Sanitätsoffizier der Feldkommandantur Orléans der französischen Polizei im Oktober 1941, alle außerhalb der Wehrmachtbordelle arbeitenden „filles soumises“ (etwa: „gefügige Frauen/Mädchen“) zu verhaften und in das Lager Jargeau zu überführen. Zwischen Oktober 1941 und November 1944 wurden aus der umliegenden Region mindestens 303 Frauen, die der Prostitution beschuldigt wurden, in dem Lager interniert. Die Internierung in Jargeau war mit dem System der Wehrmachtbordelle verbunden. Ab Dezember 1941 ließen die Besatzer Französinnen aus dem Lager in Wehrmachtbordelle überstellen. In formaler Hinsicht erfolgte die Rekrutierung zur Bordellarbeit mit Einverständnis und auf Antrag der Internierten; faktisch war es eine der wenigen Möglichkeiten, dem Lager zu entkommen.
Die in den Wehrmachtbordellen arbeitenden Französinnen wurden durch die Wehrmacht regelmäßig ärztlich untersucht und im Falle einer Infektion (auch gegen ihren Willen) in ein Krankenhaus eingewiesen. Die Untersuchungen führten einheimische Amtsärzte unter Aufsicht des Wehrmachtssanitätswesens durch. Sexuelle Kontakte zu Französinnen außerhalb der kontrollierten Bordelle sollten unterbunden werden. Dabei ging es darum, eine Ausbreitung von Geschlechtskrankheiten zu verhindern. Zudem spielten auch sicherheitspolizeiliche Motive eine Rolle. So fürchtete man, dass französische Widerstandsgruppen Agentinnen auf deutsche Wehrmachtangehörige ansetzen könnten. Außerdem schienen private Beziehungen zwischen Soldaten und weiblicher Zivilbevölkerung generell dazu geeignet, die Disziplin der Truppe und deren Autorität gegenüber der Bevölkerung des besetzten Frankreichs zu untergraben (siehe auch Fraternisierung).
In einem Bericht des Feldkommandanturarztes aus Angers vom November 1940 heißt es: „Die Bordelle wurden in 14 Tagen von 8.948 Soldaten besucht, von denen 2.467 den Geschlechtsverkehr ausübten.“ 
Gegen Ende des Jahres 1941 hatte die Wehrmacht allein im Militärverwaltungsbezirk A – ein Gebiet, das etwa ein Drittel der deutsch besetzten Nordzone einschloss – 143 Wehrmachtbordelle mit 1.166 Prostituierten. In der Hafenstadt La Rochelle waren im Verlauf des Jahres 1942 mindestens 250 Französinnen in Wehrmachtsbordellen tätig.
In Le Mans gab es nahe der Kathedrale von Le Mans ein Wehrmachtbordell vor allem für Deutsche, die von auswärts kamen.

## Sowjetunion
Die gleiche Situation war in der Sowjetunion für die Wehrmacht schwierig zu lösen, weil die offizielle Prostitution dort verboten war. Nachdem sich wilde Prostitution entwickelt hatte, befahl das Oberkommando des Heeres im März 1942 die Einrichtung von Wehrmachtbordellen auch für die Sowjetunion.
Aus Furcht vor Nachrichtenbeschaffung für die Partisanenverbände wurde die unkontrollierte Prostitution streng verfolgt. Auch in den Wehrmachtbordellen in der Sowjetunion mussten sich die Frauen regelmäßig untersuchen lassen.

## Herkunft der Frauen
In den Wehrmachtsbordellen waren sowohl in Polen als auch in Frankreich „vorher bereits bekannte und überwachte Prostituierte“ tätig oder solche Frauen, die „durch Bekanntgabe zur Meldung für die Bordelle gewonnen“ worden waren. Die Historikerin Regina Mühlhäuser schreibt, die „Rekrutierung von Prostituierten“ sei in einer Mischform von „herkömmlichen Anstellungen“ und „unterschiedliche[n] Formen von Zwangsprostitution“ erfolgt. Da Angst vor militärischer Spionage herrschte, wurde von den Prostituierten verlangt, „politisch unverdächtig“ zu sein. Die Auswahl des Bordellpersonals verfügte die Wehrmacht zudem nach Maßgabe der „Rassenzugehörigkeit“. Da es in der Sowjetunion Prostituierte offiziell nicht gab, wurden sie dort neu angeworben.
Im deutsch besetzten Norwegen arbeiteten keine norwegischen, sondern nur französische Prostituierte.

## Filmische Rezeption
- Thomas Gaevert, Martin Hilbert: Frauen als Beute – Wehrmacht und Prostitution (Doku), Erstsendung 12. Januar 2005 ARD

## Verwandte Themen
- Trostfrauen – Zwangsprostituierte in japanischen Armeebordellen während des Zweiten Weltkriegs
- Marketenderin – Heeresbegleiterinnen im Mittelalter, die neben der Truppenversorgung auch teilweise der Prostitution nachgingen